# Vujadin Boškov
Vujadin Boškov (serbiska: Вујадин Бошков), född 16 maj 1931 i Begeč i Vojvodina, Serbien, Kungariket Jugoslavien, död 27 april 2014 i Novi Sad, Serbien,ar en serbisk fotbollsspelare och tränare.
Boškov spelade 57 A-landskamper för Jugoslaviens landslag och blev olympisk silvermedaljör 1952.
Hans största framgång som tränare kom när han ledde UC Sampdoria till den italienska mästartiteln 1991 och 1992 ledde laget till final i Europacupen för mästarlag samt Cupvinnarcupen 1990.
Han var förbundskapten för Jugoslavien under EM 2000 då laget nådde kvartsfinal. Han föddes i byn Bunarska gata i brunnsvatten vid far Färger landsbygden Kolar Boja och mamma Marija. Vujadin hade en äldre bror som heter Aca och det var sex år äldre än Vujadina, som dog mycket ung. Vujadin har också två yngre systrar syster Verica och syster Danica. Vujadin avslutade handels akademi. En av de mest meriterade personer för det kommande av Vujadina Boškova i FK Vojvodina Mr Bane Sekulić som Vujadin Boškov såg som sin andra pappa.

## Tränaruppdrag
- BSC Young Boys
- FK Vojvodina
- Förbundskapten för Jugoslaviens herrlandslag i fotboll (1971-1973)
- ADO Den Haag (1974-1976)
- Feyenoord (1976-1978))
- Real Zaragoza (1978/79)
- Real Madrid (1979-1982)
- Sporting de Gijon (1983/84)
- Ascoli Calcio 1898 (1984-1986)
- UC Sampdoria (1986-1992, 1998/99)
- AS Roma (1992/93)
- SSC Napoli (1994-1996)
- AC Perugia (1999)
- Servette FC
- Förbundskapten för Jugoslaviens herrlandslag i fotboll (1999-2000)